# Xinhao Shan
Xinhao Shan (kinesiska: 信号山) är en kulle i Kina. Den ligger i provinsen Shandong, i den östra delen av landet, omkring 310 kilometer öster om provinshuvudstaden Jinan. Toppen på Xinhao Shan är 68 meter över havet.
Runt Xinhao Shan är det mycket tätbefolkat, med 1 692 invånare per kvadratkilometer. Närmaste större samhälle är Qingdao, 3,8 km öster om Xinhao Shan. Runt Xinhao Shan är det i huvudsak tätbebyggt.
Genomsnittlig årsnederbörd är 771 millimeter. Den regnigaste månaden är juli, med i genomsnitt 247 mm nederbörd, och den torraste är januari, med 12 mm nederbörd.